# Satoshi Tomiie
Satoshi Tomiie (22 november 1966) is een Japanse dj en producer van deephouse die actief is vanuit New York. Hij werd in de late jaren tachtig ontdekt door Frankie Knuckles, die hem naar de Verenigde Staten haalde. Daar was hij betrokken bij de productie van diverse tracks van Knuckles en maakte hij remixen voor grote artiesten. Later begon hij ook zelf platen uit te brengen. Ook werkte hij samen met Ryuichi Sakamoto.

## Biografie
Tomiie werd in 1966 geboren in Tokio en werd in zijn late tienerjaren actief in bands. Na zijn schoolperiode gaat hij naar het conservatorium. In de late jaren tachtig werd hij actief als dj. Wanneer hij op een feest voor een Japans cosmeticabedrijf geboekt staat ontmoet hij Frankie Knuckles, die die avond ook geboekt is. Knuckles ziet talent in Tomiie en neemt hem in dienst voor zijn Def Mix Collective, dat Knuckles samen met David Morales heeft opgezet. In 1989 lanceert Knuckles hem als producer met het nummer Tears, dat ze samen produceren. Hierop is Robert Owens als zanger te horen. Voor Owens maakt Tomiie met Morales ook het nummer I'll Be Your Friend. Dat jaar is hij tevens betrokken bij het album Beyond The Mix van Frankie Knuckles. Hij maakt ook diverse remixen voor artiesten als Deee-Lite, Mike Oldfield, David Bowie, Diana Ross, Tony! Toni! Toné!, Simply Red, Mariah Carey en The Future Sound Of London. Voor Strictly Rhythm maakt hij de eenmalige single The Theme (1994) als Loop 7. In 1995 is hij betrokken bij een opvallende samenwerking met de Japanse artiest Ryuichi Sakamoto. Ze produceren het album The Geisha Girls Show voor het Japanse komisch duo Downtown. Deze hebben met Geisha Girls een parodie op Hiphop gemaakt. Sakamoto en Tommiie produceren de beats daarbij.
Vanaf de late jaren negentig begint Tomiie meer solo onder zijn eigen naam te werken. Hij brengt dan zijn debuutalbum Full Lick uit, waarop hij toegankelijke soulvolle deephouse brengt en veel vocalisten worden ingezet. Hierop zijn rollen weggelegd voor Robert Owens, Cevin Fisher, Kelli Dayton (Sneaker Pimps) en Diane Charlemagne. Het geeft zijn bekendheid als dj en producer een impuls. In 2002 mixt hij het zesde deel van de Nubreed-reeks van Global Underground. In 2015 maakt hij voor het eerst sinds lange tijd een nieuw album. New Day is een grotendeels instrumentaal deephouse-album dat terug grijpt naar het geluid van de late jaren tachtig. Iets afwijkend klinkt het titelnummer, dat wordt ingezongen door John Schmersal van de voormalige Amerikaanse band Brainiac. Op Abstract Nature, dat in 2017 verschijnt, staan diverse remixes van tracks van dit album. Met Nao Gunji startte hij in 2018 het project A_A, waarvan een titelloos debuutalbum verscheen. Dit combineert deephouse met invloeden uit de Jazz. Het album Blue, Black And Grey uit 2022 is vooral gericht op ambient house.

## Discografie

### Albums
- Geisha Girls - The Geisha Girls Show (1995)
- Full Lick (1999)
- Nubreed Global Underground (mixcompilatie) (2002)
- Renaissance: The Masters Series (mixcompilatie) (2008)
- New Day (2015)
- Abstract Nature (remix compilatie) (2017)
- A_A - A_A (2018)
- Sato - Blue, Black And Grey (2022)